# Club Wafa Wydad
Pour les articles homonymes, voir Wafa.
Maillots
Le Club Wafa Wydad (en arabe : نادي الوفاء للوداد), plus couramment abrégé en Wafa Wydad, est un club marocain de football fondé en 1944 et basé dans la ville de Casablanca.
Le club évolue en Botola Amateurs 3

## Historique
- 1944 : fondation du club
- ABDELKADER FALLOUZ : Président Du Club WAFA WYDAD

## Palmarès
- Botola D3 - Sud/Centre (1)
  - Champion : 2005